# 扎布里佳
50°23′19″N 28°50′50″E / 50.38861°N 28.84722°E
扎布里佳（羅馬化：Zabriddia）是烏克蘭北部的村莊，隸屬日托米爾州的日托米爾區。該村始建於1628年，面積3.04平方公里，海拔高度203米，2001年人口621，人口密度每平方公里204.55人。